# Chabuata araneosa
Chabuata araneosa là một loài bướm đêm trong họ Noctuidae.